# Cam Loch
Cam Loch är en sjö i Storbritannien.   Den ligger i kommunen Highland och riksdelen Skottland, i den norra delen av landet, 800 km norr om huvudstaden London. Cam Loch ligger 124 meter över havet. Arean är 2,0 kvadratkilometer. Trakten runt Cam Loch består i huvudsak av gräsmarker. Den sträcker sig 2,2 kilometer i nord-sydlig riktning, och 3,6 kilometer i öst-västlig riktning.